# Chronicon Tielense

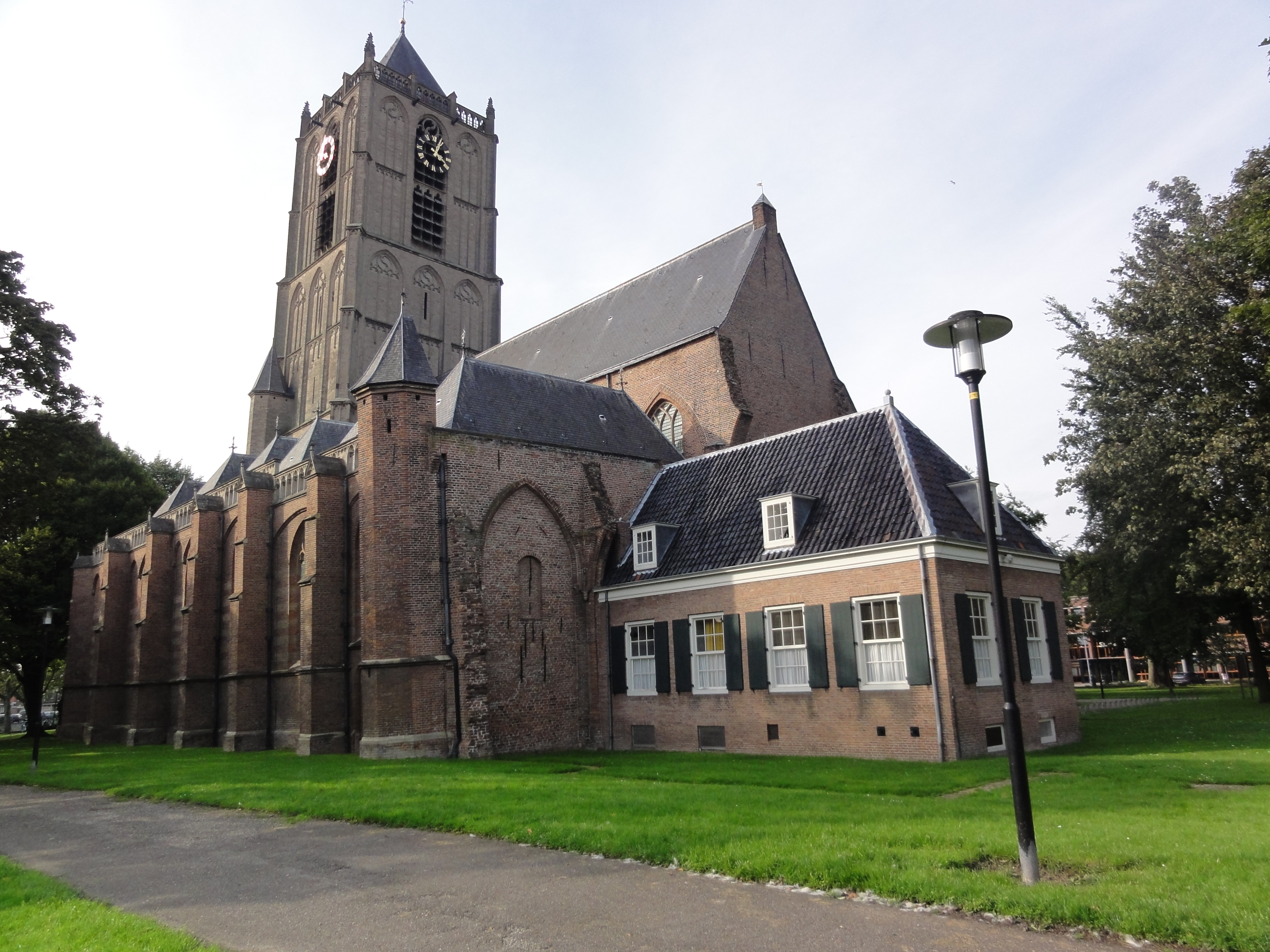
De Sint-Maartenskerk van Tiel waar de schrijver van een deel van de kroniek pastoor was

De Chronicon Tielense is een 16e-eeuwse bundeling van drie afzonderlijke (boek)werken uit de 15e en 16e eeuw, waarvan de oudste teksten dateren uit de periode 1450-1455. De boekwerken behandelen in het Latijn achtereenvolgens de tot dan toe bekende wereldgeschiedenis, de regionale geschiedenis, de Tielse geschiedenis van 1552-1566 en het Heilige Land. Chronicon Tielense is niet de originele titel van het werk, maar de titel die er sinds de 16e eeuw aan wordt gegeven. De titel betekent zoveel als "te Tiel berustende kroniek". De bundel verhaalt niet enkel over de Tielse geschiedenis, hoewel er wel delen binnen de bundeling aan Tiel gewijd zijn. De Chronicon kreeg mede bekendheid door de (deel)uitgave in 1789 door Johannes Diederik van Leeuwen. Het originele boekwerk is in beheer bij het Regionaal Archief Rivierenland in Tiel.

## Eerste bundel
Het eerste bundeldeel van de kroniek is een uit zes delen bestaande, in het Latijn gestelde wereldgeschiedenis. Deze delen zijn geschreven door een anoniem gebleven auteur tussen 1450 en 1455. De eerste vijf delen zijn uit oudere wereldkronieken overgeschreven. Ze bevatten verhalen uit de Bijbelse geschiedenis, klassieke oudheid en middeleeuwen. Het zesde deel is het omvangrijkste deel en bevat teksten over de bisschoppen van Utrecht, de graven van Holland en Gelre, en gebeurtenissen uit de Lage Landen. Het gebruik van de term Lage Landen in dit deel is opmerkelijk. Het is de oudst bekende vermelding van de naam voor het gebied waarvan later Nederland deel uit zou maken. De auteur is een van de eersten die de geschiedenis van de gebieden die later Nederland zouden vormen gebundeld op schrift heeft gezet.
Uit dit eerste bundeldeel is deel zes in 1789 door Johannes Diederik van Leeuwen in het Latijn onder de titel 'Chronicon Tielense' in druk uitgegeven. De keuze voor uitgave van dit deel is vermoedelijk gebaseerd op het feit dat dit deel daadwerkelijk originele en voor de streek relevante informatie bevatte. De overige delen waren gebaseerd op reeds bestaande en vermoedelijk in van Leeuwens tijd goed raadpleegbare bronwerken.

## Tweede bundel
Het tweede bundeldeel wordt doorgaans aangeduid als de 16e-eeuwse continuatie. Het bevat een beschrijving van de Tielse geschiedenis in de periode 1552-1566. Hoewel de auteur zijn naam nergens vermeldt, is deze geïdentificeerd als de Tielse pastoor van de Sint-Maartenskerk, Peter van Teeffelen.

## Derde bundel
Het derde bundeldeel is een topografische beschrijving van het Heilige Land, geschreven in de periode 1450-1455. De onbekend gebleven auteur is dezelfde persoon die het eerste deel van de kroniek heeft geschreven. Deze tekst is een bewerking van de tekst van de Descriptio Terrae Sanctae van de schrijver Burchadus de Monte Sion, uit het einde van de 13e eeuw.

## Vertaling en uitgave
Tot 1975 bleef de Chronicon in de Latijnse brontekst onvertaald. Binnen de Katholieke Universiteit Nijmegen werden sinds 1972 colleges Middeleeuws-Latijn verzorgd. Vanuit deze colleges werden enkele stukken vertaald van de Gelderse kroniek van Willem van Berchen en de kroniek van het Doesburgse Fraterhuis. Een klein deel van de Chronicon Tielense werd in 1975 vertaald door de studenten Jan Kuys en Valentijn Paquay. Nadat hun werk bij het Tielse stadsarchief bekend raakte, kwam het verzoek de gehele Chronicon te vertalen. Tussen 1978 en 1982 hebben zij met Leontien de Leeuw en Remi van Schaïk dit werk voltooid. In 1983 is de vertaling met uitgebreide toelichtingen uitgegeven door Uitgeverij Verloren te Amsterdam.

## Publicaties
- Chronicon Tielense (1789), Johannes Diderick van Leeuwen, gedrukte uitgave van boek 6, Tiel
- De Tielse Kroniek (1983), Jan Kuys, Uitgeverij Verloren te Amsterdam, 199 blz, ISBN 9065500049